# Omphax homalotis
Omphax homalotis är en fjärilsart som beskrevs av Louis Beethoven Prout 1930. Omphax homalotis ingår i släktet Omphax och familjen mätare. Inga underarter finns listade i Catalogue of Life.